# Palwal
Palwal (en hindi: पलवल ) es una ciudad de la India, centro administrativo del distrito de Palwal, en el estado de Haryana.

## Geografía
Se encuentra a una altitud de 195 m s. n. m. a 321 km de la capital estatal, Chandigarh, en la zona horaria UTC +5:30.

## Demografía
Según estimación 2011 contaba con una población de 155 331 habitantes.